# Manginspiegel
In de optica verstaat men onder een Manginspiegel een meniscuslens waarvan het achtervlak van een reflecterende laag is voorzien. Het resultaat is een holle spiegel zonder sferische aberratie. Deze constructie is in 1876 uitgevonden als een verbeterde catadioptrische reflector voor zoeklichten. De Manginspiegel wordt ook in andere optische instrumenten gebruikt.

## Beschrijving
De Manginspiegel bestaat uit een concave negatieve meniscuslens van kroonglas, met sferische oppervlakken van verschillende kromming. De minst gekromde zijde bevat een spiegelende laag. De sferische aberratie die normaliter door een eenvoudige sferische spiegel wordt veroorzaakt, wordt hier gecompenseerd door de tegengestelde sferische aberratie die het teruggekaatste licht ondergaat als het opnieuw door de negatieve lens gaat. Daar het licht in tweemaal door de lens gaat, werkt het geheel als een tripletlens. De Manginspiegel is in 1876 uitgevonden door de Franse militaire technicus kolonel A. Mangin, als vervanging voor de moeilijker te vervaardigen parabolische reflectoren van zoeklichten. Het gebruik voor militaire toepassing bleef beperkt, omdat men glazen reflectoren te kwetsbaar achtte voor vijandelijk vuur.

## Toepassingen

Gebruik van een Manginspiegel in de Argoenov-Cassegraintelescoop (M2 is de Manginspiegel)

Manginspiegels worden gebruikt in systemen voor verlichting en voor optische beeldvorming, zoals zoeklichten, koplampen, richtapparatuur voor boordkanonnen van vliegtuigen en op de helm gemonteerde displays. Veel catadioptrische telescopen gebruiken een groep lenzen waarvan er één een spiegelende laag op de achterzijde heeft, en noemen dat geheel dan een „Manginspiegel”, hoewel het niet uit één element bestaat zoals de oorspronkelijke Manginspiegel. Sommige toepassingen, zoals de Hamiltontelescoop, zijn zelfs een jaar of 60 ouder dan de Manginspiegel. Catadioptrische spiegels vergelijkbaar met die van Mangin zijn te vinden in de Klevtsov-Cassegraintelescoop, de Argoenov-Cassegraintelescoop en de mediale telescoop van Schupmann.